# Jewhenij Aranowski
Jewhenij Anatolijowycz Aranowski, ukr. Євгеній Анатолійович Арановський (ur. 13 października 1976 w Kijowie, Ukraińska SRR) – ukraiński sędzia piłkarski FIFA, sędziuje mecze Premier-ligi.

## Kariera sędziowska
W 1995 rozpoczął karierę sędziowską w meczach lokalnych rozgrywek piłkarskich. Od 1997 sędziował mecze Amatorskich Mistrzostw Ukrainy, od 2000 w Drugiej Lidze, od 2005 w Pierwszej Lidze, a od 2009 w Wyższej Lidze Ukrainy. Sędzia FIFA od 2011 roku. Jest na liście sędziów grupy I kategorii FIFA.